# August Hardegger

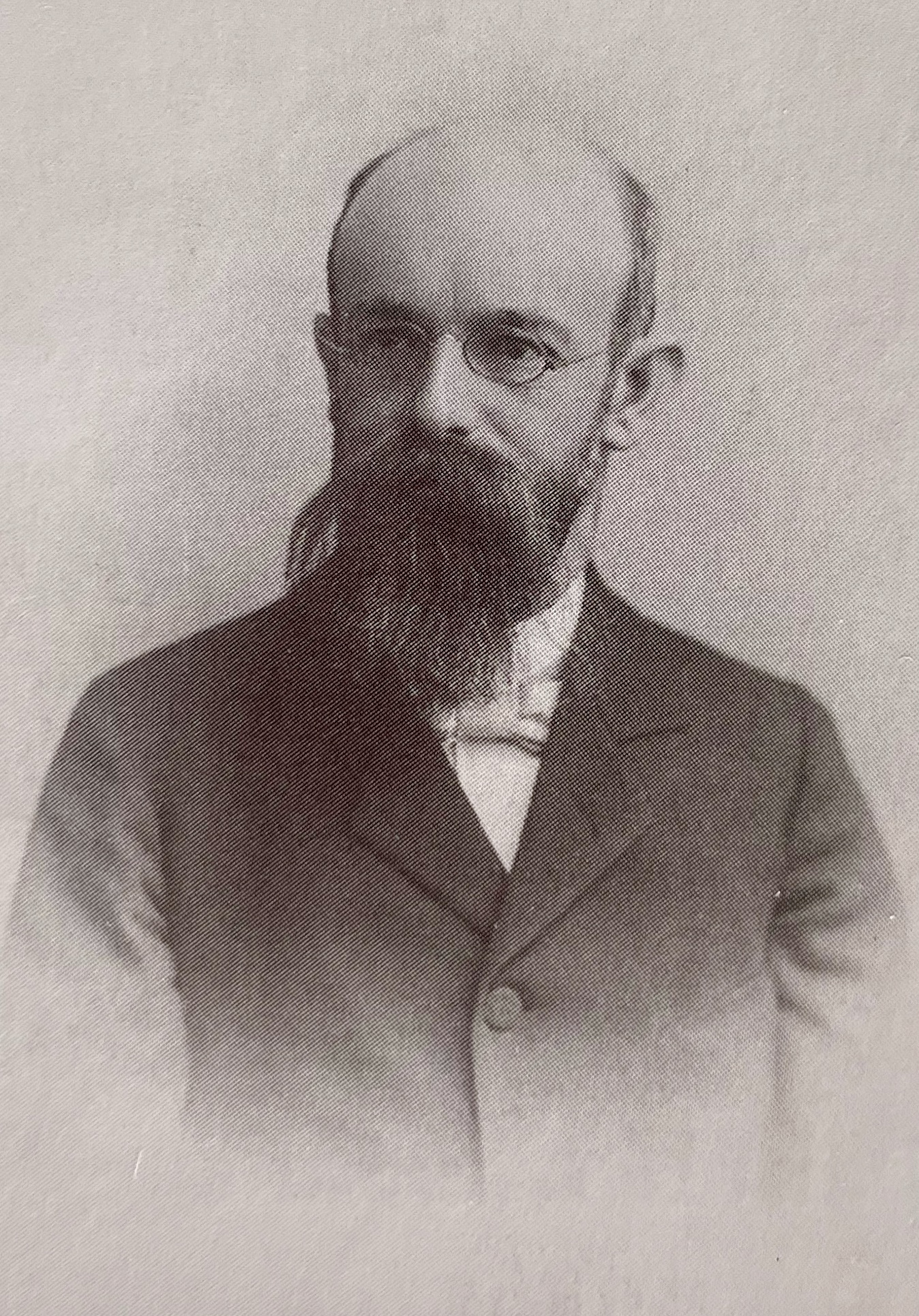
August Hardegger 1900

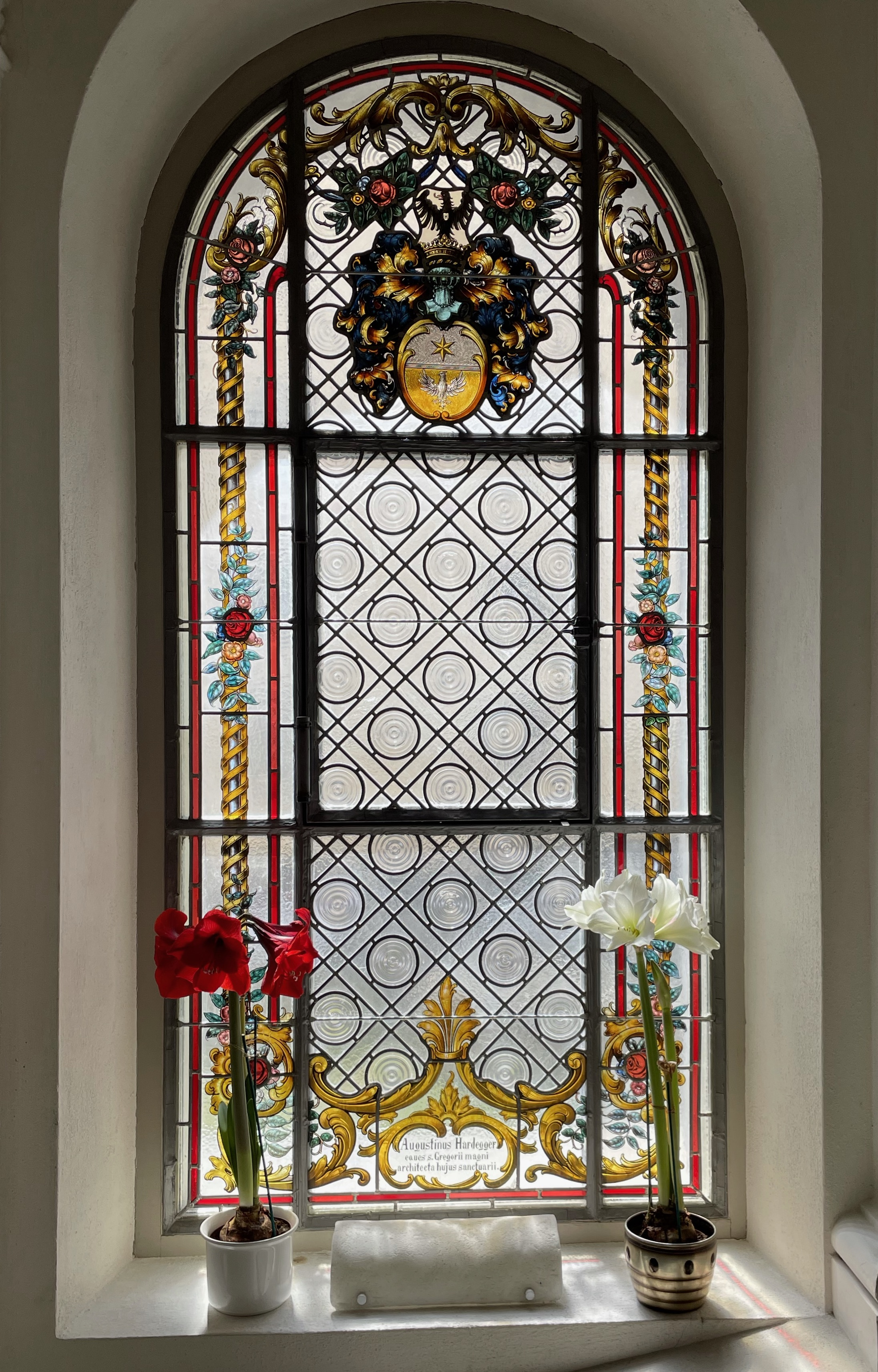
Fenster zu Ehren von August Hardegger in der Rosenkranztreppe im Kloster Disentis

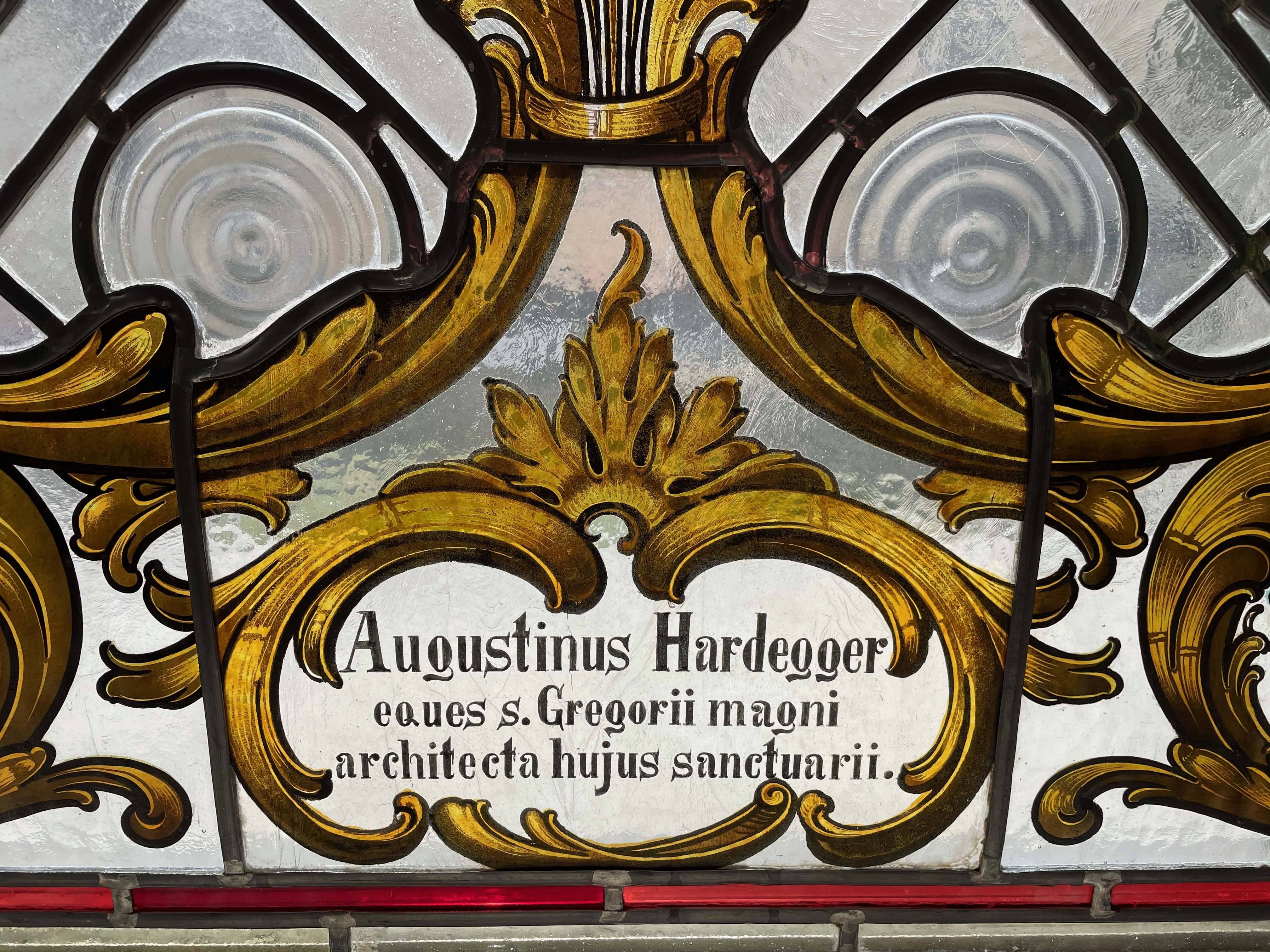
Detail

August Hardegger (* 1. Oktober 1858 in St. Gallen; † 12. Januar 1927 in Luzern) war ein Schweizer Architekt, der ab den 1880er Jahren bis zum Ersten Weltkrieg eine Vielzahl von Kirchen in der Deutschschweiz plante und verwirklichte.

## Leben
Hardegger absolvierte in St. Gallen das Gymnasium. Danach studierte er in Stuttgart zwei Jahre, vermutlich 1876 bis 1878, Architektur. Nach Praktika bei verschiedenen Architekten in St. Gallen und Zürich, unter anderem bei Robert Weber, sowie Studienreisen nach Venedig, Rom und Florenz, liess er sich um 1880 in St. Gallen nieder. Dort führte er zusammen mit Wilhelm Hanauer und nach 1887 alleine ein Architekturbüro. 1912 zog er nach Disentis, wo er im Kloster die barocke Marienkapelle umbaute. Dort widmete er sich vermehrt auch der zeichnerischen Dokumentation und Inventarisation von Baudenkmälern. 1917 schrieb er eine Dissertation über die Stiftskirche von St. Gallen.

## Werke
Als Architekt schuf er zahlreiche private und öffentliche Bauten; vor allem aber nahm er höchst erfolgreich an fast allen damaligen Wettbewerben im Bereich des katholischen Kirchenbaus teil, den er in der Zeit von 1880 bis 1910 – mit wenigen anderen wie Wilhelm Keller – beherrschte. Insgesamt schuf er so etwa 60 Kirchen- und Klosterbauten. In allen seinen Bauten blieb er dem Historismus verbunden. Im Kirchenbau verband er altchristliche, neugotische und neuromanische Formen mit fortschrittlichen neuen Raumformen, deren zentralisierende Tendenzen einen wichtigen Beitrag zur Entwicklung der Kirchenarchitektur im ausgehenden 19. Jahrhundert leisteten.

### Bauten
- Katholische Kirche, Rebstein, 1884–1885 (1956 abgebrannt)[2]
- St. Peter, Langhaus der Kirche, Wil SG, 1885–1887
- Marienkirche, Katholische Kirche, Dussnang, 1889–1890
- Schutzengelkirche, Gossau SG, 1890–1892, abgebrochen
- Villa Bürgli, St. Gallen, um 1890
- Villa Rosa, St. Gallen, um 1890
- St. Martin, Katholische Kirche, Wuppenau,  1890–1891
- Reformierte Kirche, Amriswil, 1891–1892
- St. Augustinus, Katholische Kirche, Azmoos (Pfarrei Wartau), 1891–1892
- Herz Jesu, Katholische Kirche, Zürich–Oerlikon, 1892–1893
- St. Stephan, Katholische Kirche, Männedorf, 1892–1893
- Katholische Liebfrauenkirche, Zürich, 1893–1894
- St. Jakob, Pfarrkirche, Escholzmatt, 1893–1894
- Katholische Kirche, Schwanden GL, 1894–1895, abgebrochen
- Katholische Kirche, Binningen, 1895–1896
- Herz Jesu, Pfarrkirche, Egolzwil, 1895–1896
- Kloster und Töchterschule, Menzingen ZG, 1895–1897
- St. Marien, Katholische Kirche, Wädenswil, 1896
- Marienkapelle, Kloster Disentis, 1896–1897
- Wallfahrtskirche Maria–Hilf, Haslen AI, 1897
- Pfarrkirche St. Vitus, Merenschwand, 1897
- Katholische Jugendkirche, Rorschach, 1899
- St. Joseph, Basel, 1900–1901
- St. Gallus und Othmar (Kaiseraugst), Katholische Kirche, 1900–1901
- Pfarrkirche Hl. Dreifaltigkeit, Bülach, 1900–1902[3]
- Bürgerheim Sonnhalde, Appenzell, 1901–1903
- Pfarrkirche, Hildisrieden, 1901–1903
- Pfarrkirche, Niedergösgen, 1902–1903
- Pfarrkirche Hl. Dreifaltigkeit, Adliswil, 1904
- Pfarrkirche St. Joseph, Abtwil SG, 1904–1905. Die Innenausstattung schuf der Münchner Architekt Joseph Elsner[4].
- Kapelle St. Maria zum Schnee, Meglisalp, 1905
- Franziskanerinnenkloster, Tübach, 1905–06
- Pfarrkirche St. Otmar, St. Gallen, 1905–1908
- Katholische Kirche, Linthal GL, 1906–1907
- Pfarrkirche, Oberägeri, 1906–1908
- Herz–Jesu–Kirche, Goldau, 1906–1909
- Kirche St. Anna, Schindellegi, 1907–1909
- Mädchenschulhaus, Appenzell, 1909–1911
- Katholische Kirche, Flums, Innenumbau 1910
- Pfarrkirche, Wangen SO, 1907
- St. Martin, Olten, 1908–1910 (Neobarockes Projekt 1904[5]
- Pfarrkirche Herz Jesu, Eschenbach LU, 1910–1912
- Katholische Kirche, Schlattal, 1911
- Katholische Kirche, Urnerboden, 1911–1912
- Pfarrkirche, Balsthal, 1912–1914
- Institut Stella Maris, Rorschach, 1912–1914[6]

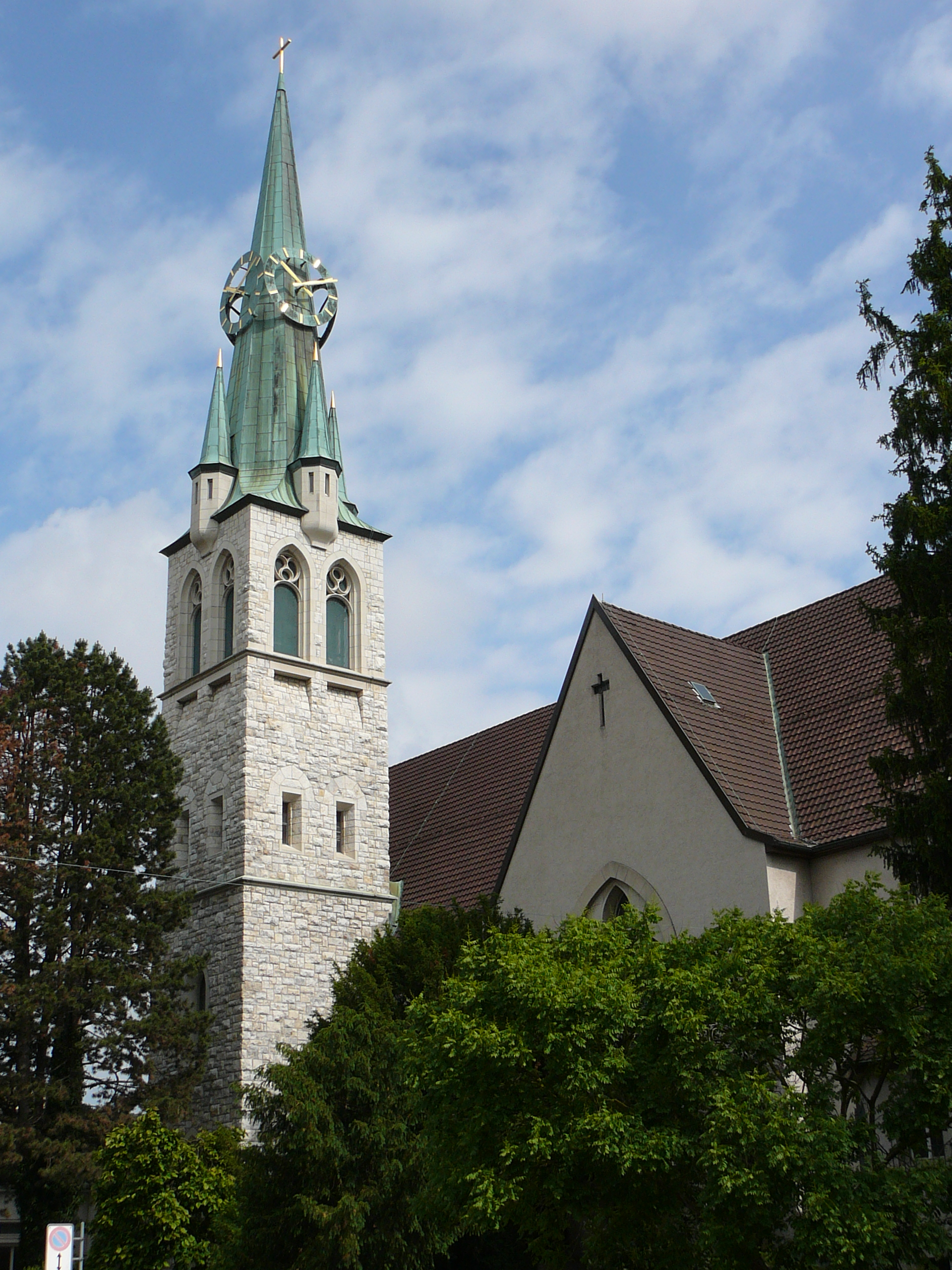
Pfarrkirche Herz Jesu, Zürich-Oerlikon, 1891–1892
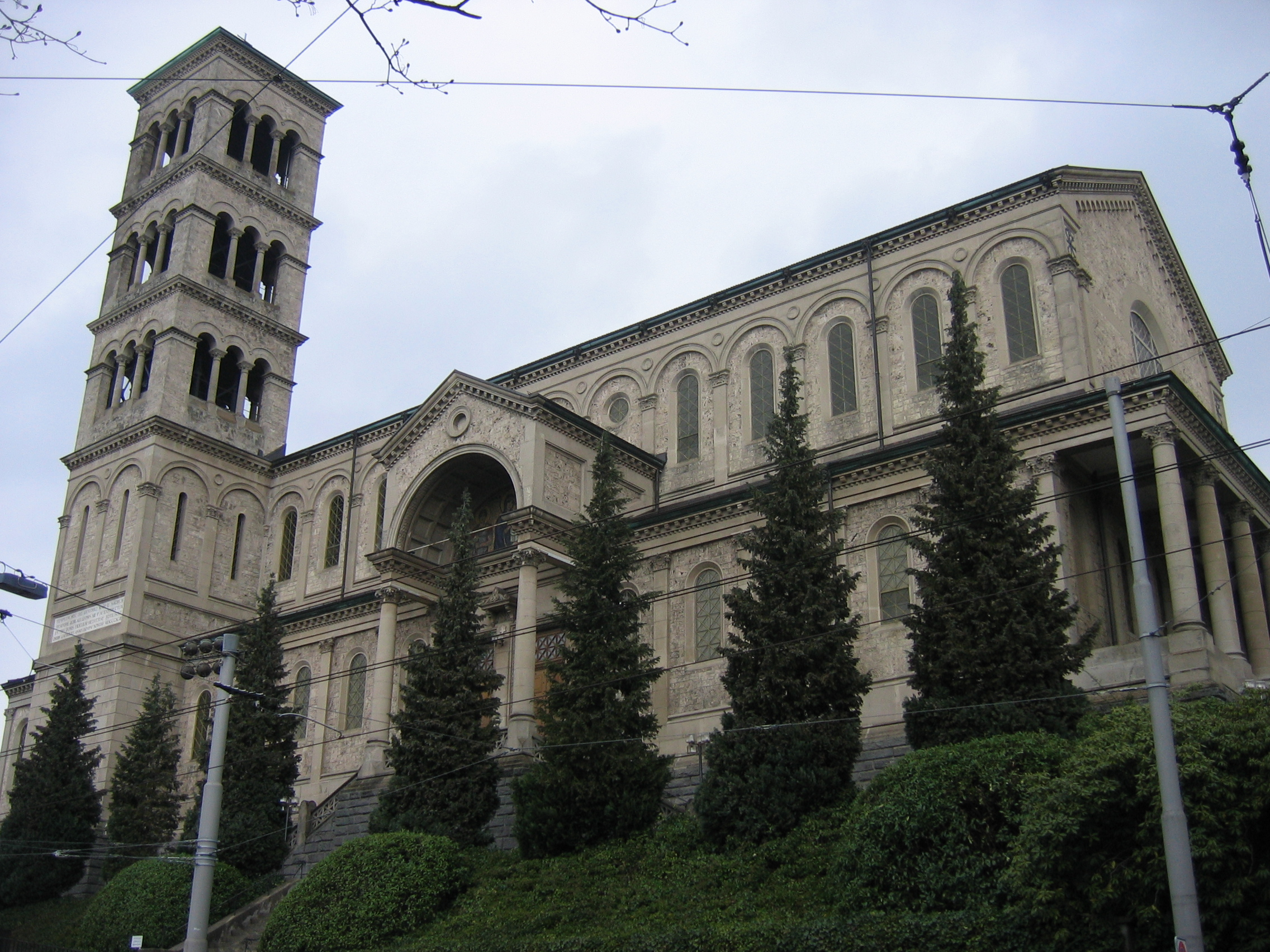
Pfarrkirche Liebfrauen, Zürich, 1892–1894
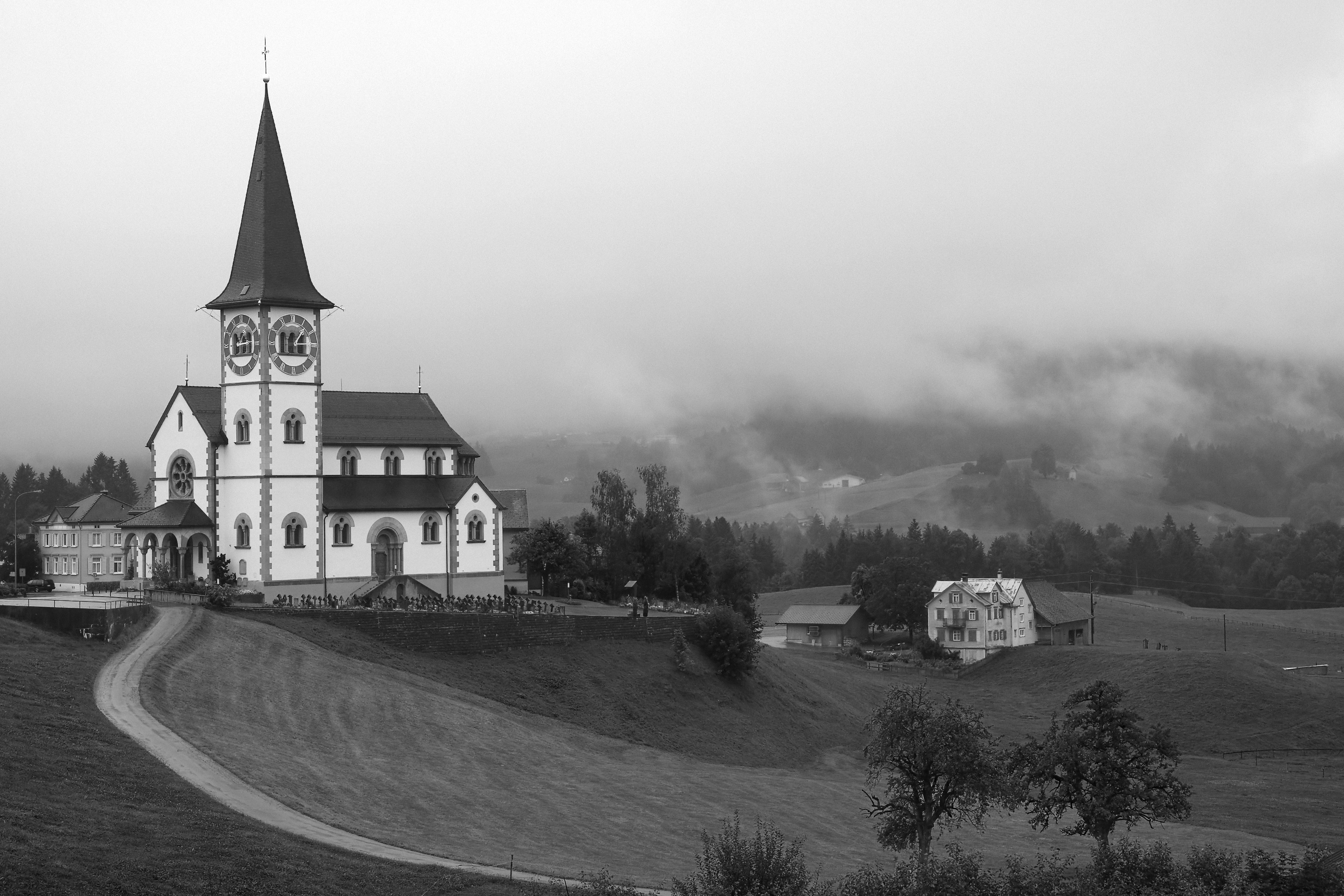
Wallfahrtskirche Mariahilf, Haslen 1897
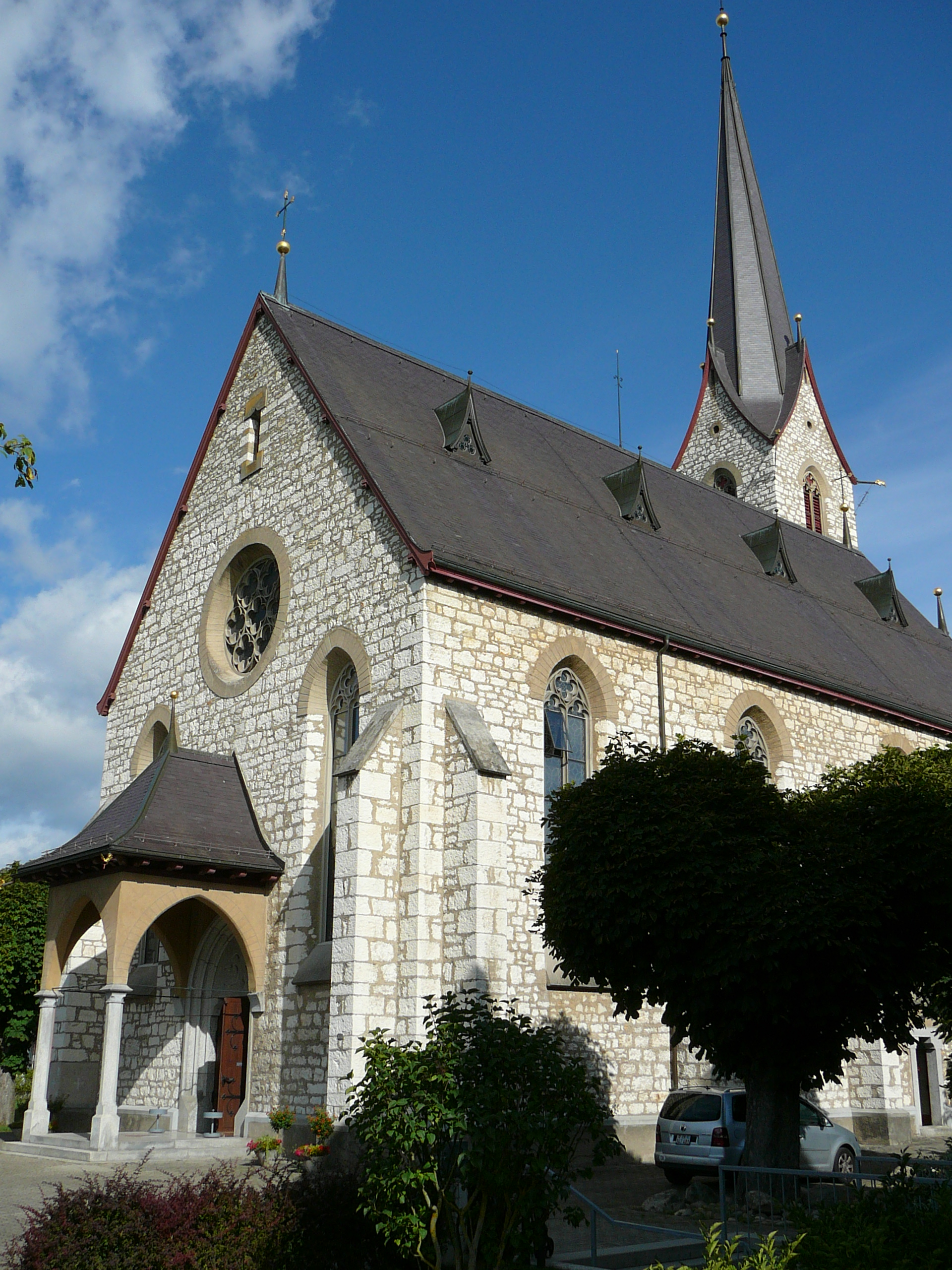
Pfarrkirche Hl. Dreifaltigkeit, Bülach, 1900–1902
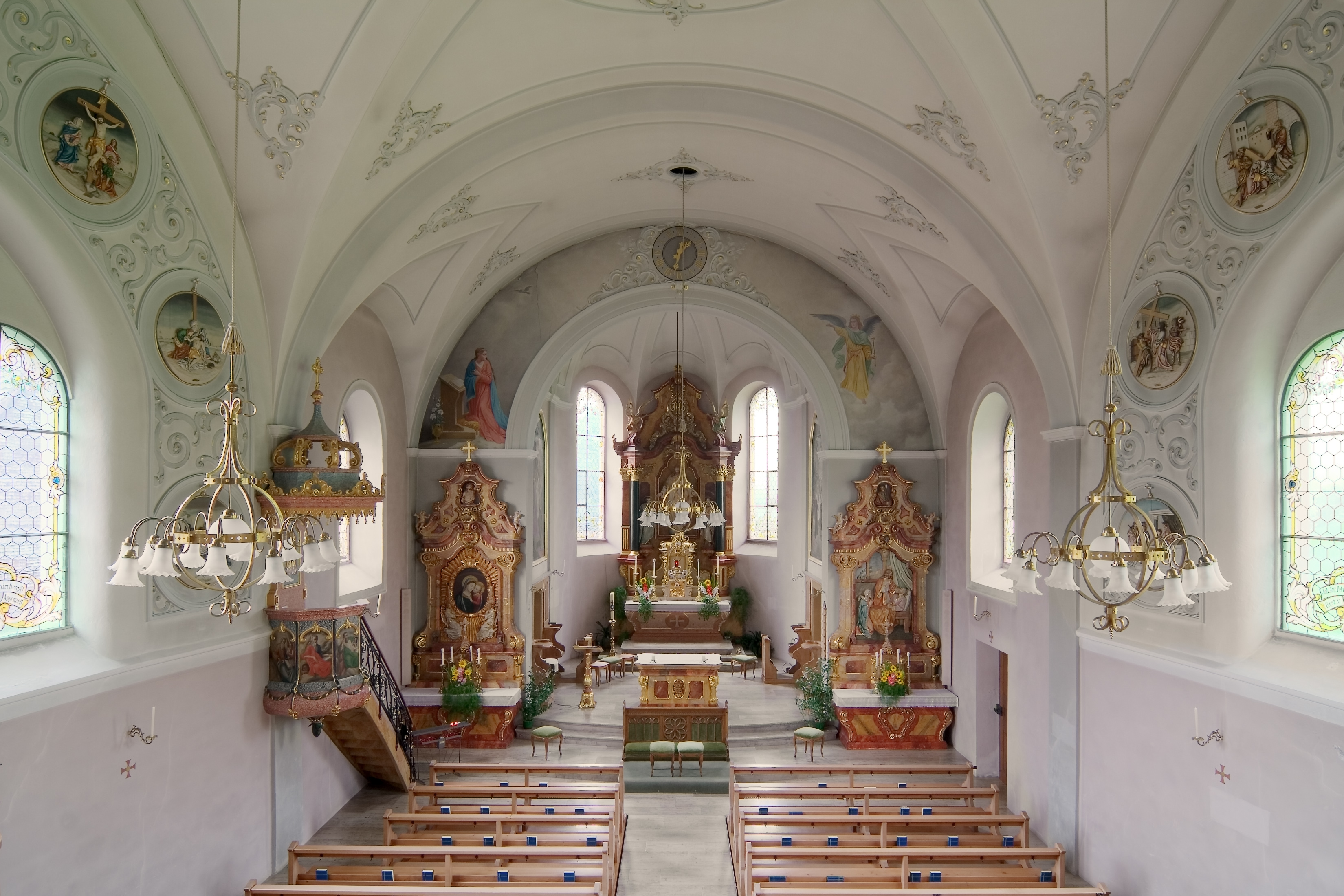
Innenansicht der Kirche Schlatt, 1911

### Schriften
- Die Frauen zu St. Katharina in St. Gallen. Huber,  St. Gallen 1885.
- Aus der Baugeschichte des Klosters St. Gallen. In: Schriften des Vereins für Geschichte des Bodensees und seiner Umgebung 17 (1888), S. 7–22. (Digitalisat).
- Altes und Neues aus der Stadt St. Gallen. In: Festschrift SIA Sektion St. Gallen. St. Gallen 1889.
- Die Cisterzienserinnen zu Maggenau.  Zollikofer, St. Gallen 1893.
- St. Johann im Thurtal.  Zollikofer, St. Gallen 1896.
- Die alte Stiftskirche und die ehem. Klostergebäude in St. Gallen, ein Rekonstruktionsversuch. Dissertation, Zürich 1917.
- August Hardegger, Salomon Schlatter und Traugott Schiess (Bearb.): Die Baudenkmäler der Stadt St. Gallen Fehr, St. Gallen 1922.